# Abel Braga
Abel Carlos da Silva Braga, ismert nevén Abel Braga vagy Abel (Rio de Janeiro, 1952. szeptember 1. –) brazil labdarúgóhátvéd.
A brazil válogatott tagjaként részt vett az 1972. évi nyári olimpiai játékokon és az 1978-as labdarúgó-világbajnokságon. Az SC Internacional klubjával a 2006-os FIFA-klubvilágbajnokság győztese lett.